# Uvaria scheffleri
Uvaria scheffleri este o specie de plante angiosperme din genul Uvaria, familia Annonaceae, descrisă de Friedrich Ludwig Diels. Conform Catalogue of Life specia Uvaria scheffleri nu are subspecii cunoscute.